# Спартанберг (округ, Південна Кароліна)
Шаблон:StateAbbr_ 34°56′ пн. ш. 81°59′ зх. д. / 34.93° пн. ш. 81.99° зх. д.
Округ Спартанберг (англ. Spartanburg County) — округ (графство) у штаті Південна Кароліна, США. Ідентифікатор округу 45083.

## Історія
Округ утворений 1785 року.

## Демографія
За даними перепису 
2000 року 
загальне населення округу становило 253791 осіб, зокрема міського населення було 164801, а сільського — 88990.
Серед мешканців округу чоловіків було 123338, а жінок — 130453. В окрузі було 97735 домогосподарств, 69299 родин, які мешкали в 106986 будинках.
Середній розмір родини становив 3,01.
Віковий розподіл населення поданий у таблиці:
| Стать    | До 15 років | 15-21 | 22-29 | 30-39 | 40-49 | 50-65 | 65-85 | Понад 85 |
| -------- | ----------- | ----- | ----- | ----- | ----- | ----- | ----- | -------- |
| Чоловіки | 27130       | 11964 | 13456 | 19638 | 18806 | 19905 | 11524 | 915      |
| Жінки    | 25786       | 12082 | 13478 | 19241 | 19349 | 21216 | 16633 | 2668     |

## Суміжні округи
- Рутерфорд, Північна Кароліна — північ
- Черокі — схід
- Юніон — південний схід
- Лоренс — південь
- Грінвілл — захід
- Полк, Північна Кароліна — північний захід

## Виноски
1. ↑  U.S. Decennial Census. United States Census Bureau. Архів оригіналу за 12 травня 2015. Процитовано 19 березня 2015.
2. ↑  Historical Census Browser. University of Virginia Library. Архів оригіналу за 12 грудня 2009. Процитовано 19 березня 2015.
3. ↑  Forstall, Richard L., ред. (27 березня 1995). Population of Counties by Decennial Census: 1900 to 1990. United States Census Bureau. Архів оригіналу за 2 лютого 2015. Процитовано 19 березня 2015.
4. ↑  Census 2000 PHC-T-4. Ranking Tables for Counties: 1990 and 2000 (PDF). United States Census Bureau. 2 квітня 2001. Архів оригіналу (PDF) за 18 грудня 2014. Процитовано 19 березня 2015.
5. ↑  Counties Population Totals Tables: 2010-2017. United States Census Bureau. Архів оригіналу за 6 березня 2019. Процитовано 26 березня 2018.(англ.) Наведено за англійською вікіпедією.
6. ↑  American FactFinder. Бюро перепису населення США. Архів оригіналу за 26 лютого 2012. Процитовано 31 січня 2008. [Архівовано 2008-05-21 у Wayback Machine.]

| США | Це незавершена стаття з географії США. Ви можете допомогти проєкту, виправивши або дописавши її. |